# Сфорца Секондо Сфорца
Сфорца Секондо Сфорца (на италиански: Sforza Secondo Sforza; * 24 август 1435, Гротамаре,дн. Италия; † 1491/1493, Неапол, Неаполитанско кралство) е италиански кондотиер от фамилията Сфорца, 1-ви граф на Боргоново. Родоначалник е на кадетския клон на графовете Боргоново Вал Тидоне, изчезнал през 1679 г.

## Произход
Той е извънбрачен, узаконен син на Франческо I Сфорца (* 1401, † 1466), 4-ти херцог на Милано (от 25 март 1450 до смъртта му), и любовницата му Джована д'Акуапенденте. Има един брат и три сестри:
- Полисена († като малка)
- Полисена (* 1428, † 1449), господарка на Римини и Фано като съпруга на Сиджизмондо Пандолфо I Малатеста
- Сфорца (* 1430, † 1433)
- Друзиана (* 1437, † 1474), съпруга на Джано ди Кампофрегозо – 31-ви дож на Република Генуа, и на на кондотиера Якопо Пичинино – маркиз на Боргоново, Вал Тидоне, Рипалда,[2] Борго Вал ди Таро и Сомаля, граф на Пелегрино Парменсе, Венафро и Компиано, господар на Кастелвисконти, Кастел'Аркуато, Фиоренцуола д'Ада и др.

Освен това има една полусестра от брака на баща си с Полисена Руфо, шест полубратя и две полусестри от брака му с Бианка Мария Висконти, и тридесет полубратя и полусестри от извънбрачните му връзки.

## Биография

### Ранни години и годеж
До 1438 г. Сфорца живее заедно със сестрите си Полисена и Друзиана във Фермо при майка им, а след 1442 г. – при мащехата им Бианка Мария Висконти.
През 1451 г., по повод годежа му с Антония дал Верме, дъщеря на Луиджи/Лукино дал Верме, граф на Сангуинето, носеща 10 хил. дуката зестра, баща му го инвестира с феода Боргоново.
През 1455 – 1456 г. воюва под ръководството на Роберто Сансеверино и Корадо да Фоляно в кампанията срещу Якопо Пичинино в района на Сиена. През 1459 г. участва в събора в Мантуа, организиран от папа Пий II за организиране на кръстоносен поход срещу турците.

### 1460-те години
Заедно с Тиберио Брандолини се опитва да окаже помощ на Жан II Анжуйски, за да се бие с арагонците, но през 1461 г. е затворен в Милано като виновник за бунт, а 200 – 400 бунтовници са убити. Той е пуснат едва през юли 1464 г. благодарение на съпругата си, която се обръща към мащехата му Бианка Мария, която на свой ред убеждава баща му да го помилва.
Баща му умира през март 1466 г. През 1466 –1467 г. Миланското херцогство е под регентството на мащехата му. Синът ѝ Галеацо Мария иска да помогне на флорентинците, с които вече си сътрудничи самият Сфорца Секондо, както и чичо им Алесандро и братовчед им Констанцо. След като полубрат му Галеацо Мария се завръща в родината, започва да преследва Сфорца Секондо, в който вероятно вижда съперник за власт. На 26 януари 1467 г. Сфорца Секондо бяга в Крема – венецианска територия, защото се страхува за живота си. На 18 март съпругата му Антония и брат ѝ Пиетро дал Верме са откарани в Милано. Пиетро е арестуван, лишен е от имот и е освободен едва на 25 март 1468 г. чрез застъпничеството на херцога на Урбино. След това Сфорца Секондо отива в района на Бреша начело на 600 конници и се присъединява към венецианците под ръководството на Бартоломео Колеони. През май в района на Модена преминават войските на Галеацо Мария, насочени срещу Колеони.
На 28 януари 1467 г. миланският херцог го лишава от Боргоново в полза на Сфорца Мария. На 4 септември същата година Сфорца Секондо напуска Бартоломео Колеони след сблъсъка между противниците, състоял се на 25 юли в Болоня, и се представя в Милано, за да иска прошка от херцога. На 1 януари 1468 г. херцогът му връща феода и му дава графска титла, като двамата сключват мир.
През юни 1468 г. полубрат му Тристано Сфорца отива във френския двор, за да приключи брачните преговори от името на полубрат им Галеацо Мария с Бона Савойска. По пътя от Амбоаз до Генуа, а оттам – до Милано бъдещата херцогиня е придружавана от Тристано и Сфорца Секондо.
През 1468 г., въпреки че не е в добро икономическо положение, Сфорца Секондо купува земя близо до Пиаченца. Той иска да бъде освободен от плащането на таксата пред портите на града.
На 6 – 7 юли 1468 г. (или на 16 – 17 юли) великолепният лорд Сфорца Секондо и съпругата му участват в сватбените тържества на Галеацо Мария и Бона Савойска. Поканени са повече от двеста благородници, но от страх от чума мнозина не присъстват.
През 1469 г. той отново е в конфликт с Миланския херцог, който е господар на Боргоново от 20 март до 15 май.

### 1470-те години
На 20 март 1470 г. с нотариален акт Сфорца Секондо е инвестиран с феода на замъка, земите и мястото на Боргоново, издигнати в графство.
През 1472 г. Галеацо Мария му дава командването на херцогската флота и Сфорца прави инспекция на Генуа, Савона и лигурското крайбрежие. В периода 1472 – 1474 г. Сфорца с 600 коня и 100 роти е на служба при Миланския херцог.
През август 1478 г. херцогът му възлага задачата да се бори срещу Република Генуа, която се е разбунтувала срещу фамилия Адорно. Сфорца, начело на войска от 20 – 30 хил. човека, е подпомогнат от шурея му Пиетро Дал Верме, от Пиер Франческо Висконти, от граф Борели и от Джан Пиетро Бергамино. Срещу него е Роберто Сансеверино. Сфорца е победен.

### 1480-те години
През 1480 г. той е кондотиер в армията на Сфорца и се радва на уважението на Бона Савойска. През 1481 г. е номиниран за Държавен съветник на Милано.
През 1482 г. е изпратен да нахлуе в териториите на Графство Сан Секондо, за да обсади Крепостта на Роси по време на войната на Роси, принуждавайки Пиеро Мария II де' Роси да се укрие в замъка си Торкиара. В начинанието Сфорца е подпомогнат от Джан Джакомо Тривулцио и Констанцо Сфорца. Назначен е за Генерален губернатор на херцогските войски. На 14 май получава, благодарение на предателството на кастелана, крепостта Сант Андреа. По този начин получава и Корона, но е отблъснат при Рокалеоне. Връща се в Парма, след което отива във Ферара срещу венецианците, за да помогне на херцог Ерколе I д’Есте. Обратно в Парма той създава голяма армия и отива в Сан Секондо, но е тежко победен и е принуден да се оттегли към Груньо. Пиер Мария II Роси умира. Борбата продължава с възходи и падения. Сфорца завзема няколко замъка с договори, които след това не уважава. Опитва се безуспешно да отрови лидерите на противниците си.
През септември предава командването на маркграфа на Монферат Бонифаций III и отива на помощ на херцог Ерколе I д'Есте. На 10 септември умира херцог Федерико д'Урбино – генерален капитан на Лигата, подкрепяща Ферара. На 17 септември той е наследен от Сфорца Секондо, който превзема една от най-известните крепости по река По – Стелата близо до Бондено, срещу венецианците, водени от Роберто Сансеверино. На 24 ноември с няколко роти Сфорца отива да помогне на силно застрашената Ферара. На 25 ноември е последван от Пиетро дал Верме с още войски. След няколко малки сблъсъка в същия месец и на Бъдни вечер, на 26 януари 1483 г. заедно с Пиетро Бергамино Сфорца Секондо отхвърля в кървава битка венецианците, нападнали Арджента. В края на месеца той предава командването на Алфонсо, херцог на Калабрия – новият генерален капитан на Лигата, който пристига във Ферара на 15 януари.
На 19 септември 1482 г. умира съпругата му.
На 28 януари 1483 г. Сфорца става генерал-капитан в района на Парма. За да се бори с пополаните, разбунтували се срещу Миланския херцог, той се мести в Реджо Емилия, за да завземе Монтекио – феод на Есте, окупиран от граф Гуидо Торели, разбунтувал се срещу херцога на Милано.
На 14 май 1484 г. Сфорца става губернатор на Пиаченца, но на 21 юни напуска службата без предизвестие, бягайки от чумата в Боргоново.
На 8 май или 27 октомври 1485 г. умира шуреят му Пиетро дал Верме, вероятно отровен по заповед на Лудовико Мавъра, за чиято извънбрачна дъщеря Киара се е оженил.
На 29 октомври 1485 г. Сфорца съставя завещание, потвърдено на 18 март 1486 г. от херцога на Милано, в полза на най-големия си син Франческо, като оставя наследство и на другите си законни и извънбрачни деца.
На 17 януари 1489 г. Сфорца Секондо, с Анибале I Бентивольо и Агостино Дория, посреща от името на Лудовико Мавъра Изабела Арагонска, която пристига в Генуа с оглед на брака си с Джан Галеацо. Той участва и в сватбените тържества в Милано на 2 февруари.

### Последни години
На 15 януари 1491 г. умира най-големият му син Франческо, а на 21 ноември 1494 г. – херцог Джан Галеацо, който е наследен от чичо си Лудовико Мавъра – полубрат на Сфорца Секондо.
Сфорца Секондо умира в Неапол между 1491 и 1493 г. на 56-58-годишна възраст.

## Брак и потомство
∞ 27 септември 1451 (годеж), 5 май 1454 за Антония дал Верме († 19 септември 1482, Боргоново), дъщеря на Луиджи/Лукино Дал Верме, граф на Сангуинето, и нсъпругата му Лукина Бусоне. Имат една дъщеря:
- Джована Сфорца (* 30 април 1466; † 29 април или 23 септември 1453, Боргоново).

Има пет или шест извънбрачни деца:
От Маргерита де Бурис (ди Буджо/дей Бори), съпруга на Бартоломео от Лоди, има един узаконен син:
- Франческо Сфорца (* 4 април 1466; † 15 януари 1491, Боргоново), втори граф на Боргоново[6] и Неаполитански патриций, ∞ 13 март 1483 (договор), юли 1486 в Милано за Франческина Боромео (* 20 март 1470, † сл. 1500), дъщеря на Джовани Боромео, 4-ти граф на Арона, и Мария Клеофе Пио от Господарите на Капри. Имат двама сина.

От Мария има двама узаконени сина и една дъщеря:
- Якопето Сфорца († сл. 13 март 1486), родоначалник на кадетския клон на Графовете Сфорца ди Кастел Сан Джовани, просъществувал до 20 век.[1] Определен да поеме директната линия в случай на изчезването ѝ. Това трябва да се случи през 1680 г., но Херцогската камера на Парма се противопоставя и претендира за феода, който след това отстъпва на рода Дзандемария.
- Леоне Сфорца, определен за поемане на титлата в случай на двойно изчезване на семействата на по-големите му братя
- Лукреция Сфорца, ∞ за граф Антонио Ангуисола († 12 май 1536), патриций на Пиаченца, от когото няма деца.

От неизвестни жени има една или две дъщери:
- Друзиана Сфорца[7]
- Лучия Сфорца, узаконена, вероятна